# Ле Мёр, Лоик
Лои́к Ле Мёр (фр. Loïc Le Meur; род. 14 июля 1972, Перпиньян, Франция) — французский блогер и предприниматель, основатель компании Seesmic, создатель одной из ведущих Европейских конференций по новым технологиям LeWeb.net.

## Карьера
В 1996 году Лоик окончил высшую школу бизнеса HEC Paris во Франции и на протяжении нескольких лет был Генеральным Директором европейского подразделения компании Six Apart, которая является платформой для блогов.
Лоик также вел хронику одной из передач французского телевидения и участвовал в телевизионных дебатах.
Наряду с Seesmic и LeWeb Лоик стоит у основания многих компаний в сфере новых технологий: интерактивное агентство B2L, хостинговые сервисы RapidSite France, Six Apart Europe.
В 2005 году журнал Le Figaro назвал Лоика одним из 50 самых влиятельных людей 30-40 лет во Франции, а в 2008 Лоик вошел в список 25 самых влиятельных людей сети веб, по данным американского издания BusinessWeek.
В настоящее время Лоик со своей семьей живёт в Сан-Франциско, США.